# Vertrag von Rambouillet

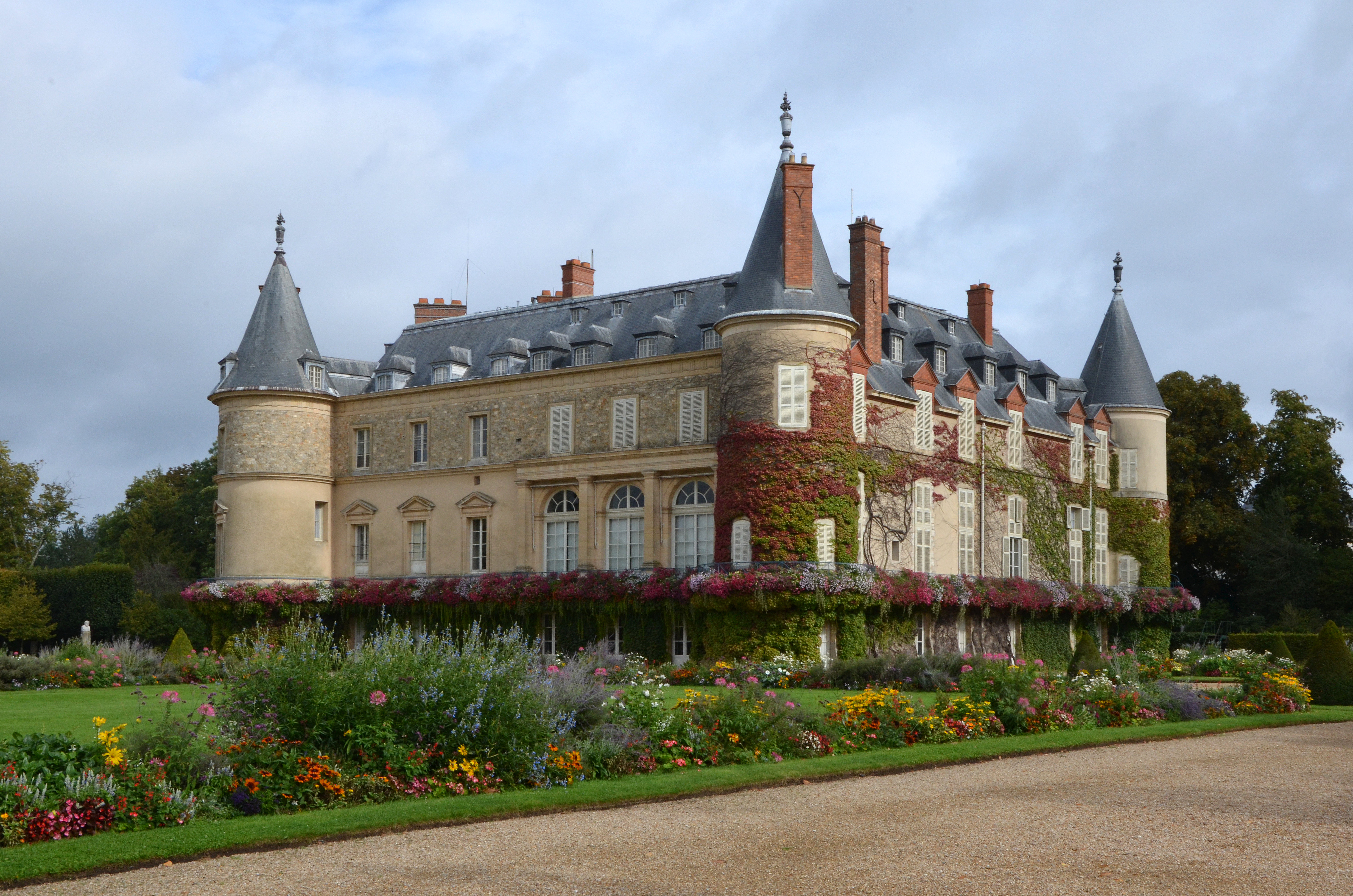
Das Schloss Rambouillet bei Paris, Verhandlungsort zwischen Jugoslawien und Kosovo-Albanern

Der Vertrag von Rambouillet war ein Entwurf eines Friedensvertrages zwischen der Bundesrepublik Jugoslawien und der politischen Führung der Kosovo-Albaner. Der Vertrag wurde von der NATO ausgearbeitet und nach dem Ort der Verhandlungen im Schloss Rambouillet bei Paris benannt. Die am 6. Februar 1999 in Rambouillet begonnenen Gespräche wurden am 23. Februar 1999 unterbrochen und am 15. März 1999 im Kléber-Kongresszentrum in Paris fortgesetzt.
Die Nichtunterzeichnung des Vertrages durch Jugoslawien diente der NATO als Begründung für die am 24. März 1999 begonnene Bombardierung Jugoslawiens.

## Planung der Rambouillet-Konferenz
Die Verhandlungen von Rambouillet kamen auf Initiative der bereits 1994 für die Koordinierung internationaler Reaktionen auf den Krieg in Bosnien gegründeten Balkan-Kontaktgruppe zustande. Die Kontaktgruppe, bestehend aus Vertretern aus Großbritannien, Frankreich, Deutschland, Italien, Russland und den USA, hatte bereits Mitte Januar einen auf dem Hill-Plan (benannt nach Christopher Hill, dem US-Botschafter in Mazedonien) basierendes Dokument ausgearbeitet, das zehn nicht verhandelbare Grundprinzipien für die Verhandlungen zwischen Serben und ethnischen Albanern enthielt. Der unter der Bezeichnung „Zehn Prinzipien“ geführte Plan enthielt Vorschläge für die Herstellung eines autonomen Kosovo sowie zur Stationierung von NATO-Truppen im Kosovo. Der Nordatlantikrat stellte kurze Zeit später ein Ultimatum an Serben und Kosovo-Albaner, in dem beide Seiten zur Aufnahme von Verhandlungen auf der Basis der Zehn Prinzipien aufgefordert wurden. Die internationale Friedenskonferenz wurde für den 6. Februar 1999 im Château Rambouillet angesetzt. Den Parteien wurde eine Frist von drei Wochen zur Erzielung eines Abkommens gegeben.

## Verhandlungsparteien
An den Verhandlungen waren drei Parteien beteiligt:
- die Kontakt-Gruppe, der Vertreter aus den USA, der EU und Russland angehörten (Christopher Hill für USA, Wolfgang Petritsch für die EU, Boris Majorski für Russland)

- die 16-köpfige Delegation der Kosovo-Albaner: Hashim Thaçi (Führer der UÇK), Ibrahim Rugova (der Führer der albanischen Gemeinde im Kosovo), der Philosophie-Professor und Rugova-Vertraute Fehmi Agani, der Journalist Veton Surroi, Rexhep Qosja, der UÇK-Sprecher Jakup Krasniqi, der ehemalige Rugova-Mitarbeiter und UÇK-Vertreter Ram Buja u. a.[2]

- die Delegation Jugoslawiens unter Führung des serbischen Vize-Premierminister Ratko Marković, der auch Vertreter aller nicht-albanischen Bevölkerungsgruppen des Kosovo angehörten (Bundes-Vize-Premierminister Nikola Šainović, Bundes-Vize-Premierminister Vladan Kutlešić, der serbische Vize-Regierungssprecher Vladimir Stambuk, der Vorsitzende der Sozialistischen Partei im Kosovo Vojislav Živković, Mitglied des Kosmet Provisional Executive Council Guljbehar Sabović, der Repräsentant der nationalen muslimischen Gemeinde Refik Senadović, der Repräsentant der nationalen türkischen Gemeinde und der türkischen demokratischen Partei Zejnelabidin Kurejs, Repräsentant der nationalen Gemeinde der Goranen Ibro Vait, Präsident der Kosovo Democratic Initiative Faik Jasari, Präsident der Democratic Reform Party of Albanians Sokolj Cuse, der Repräsentant der nationalen Gemeinde der Roma Ljuan Koka, der Repräsentant der nationalen ägyptischen Gemeinde Cerim Abazi),[2] der serbische Präsident Milan Milutinović übernahm mit seinem Beitritt zur serbischen Delegation zu Beginn der 2. Verhandlungswoche, am 13. Februar, die Führung der serbischen Delegation.

Den Konferenzvorsitz bekleideten der britische Außenminister Robin Cook sowie der französische Außenminister Hubert Védrine. Zeitweise nahmen auch die US-Außenministerin Madeleine Albright und der deutsche Außenminister Joschka Fischer an den Gesprächen teil.

## Chronologie der Verhandlungen

### 6. Februar – 23. Februar in Rambouillet
Die Kontakt-Gruppe legte den beiden Konfliktparteien zu Beginn der Gespräche zwei Dokumente vor. Ersteres, welches zehn nicht verhandelbare Prinzipien enthielt, sollte von beiden Parteien vor den Verhandlungen unterschrieben werden. Das Dokument wurde von der serbischen Delegation akzeptiert, jedoch von der Kosovo-albanischen Delegation zurückgewiesen, da eines der Prinzipien die Anerkennung der territorialen Integrität der Bundesrepublik Jugoslawien forderte. Trotz der Ablehnung durch die Kosovo-Albaner ging man zu den Gesprächen über. Das zweite Dokument war der erste Entwurf des Interim Agreement for Peace and Self-government in Kosovo (der Rambouillet-Vertrag) in der Version vom 6. Februar, der in den Wochen zuvor von der Kontakt-Gruppe ausgearbeitet worden war. Nach telefonisch geführten Gesprächen zwischen den 29 Vertretern der Kontakt-Gruppe und Vertretern der Bundesrepublik Jugoslawien in Belgrad legte die Kontakt-Gruppe am 18. Februar einen zweiten Entwurf des Interim Agreement for Peace and Self-government in Kosovo vor. Am 23. Februar 1999 endeten die Rambouillet-Gespräche, ohne dass eine der beiden Parteien den Vertrag unterschrieben hatte. Beide Seiten stimmten hingegen bzgl. der Bedingungen zur Autonomie des Kosovo sowie der Einberufung einer Nachfolgekonferenz zur Implementierung überein. Erst am 23. Februar war der endgültige Textentwurf vorgelegt worden, der auch den Anhang B enthielt. Diesen lehnte zur Überraschung der NATO auch die Vertretung der Kosovo-Albaner ab, sodass die Unterschrift verschoben werden musste.

### 15. März – 23. März in Paris
Am 15. März 1999 wurden die Gespräche im Kléber-Kongresszentrum in Paris fortgesetzt. Die Kosovo-albanische Delegation erklärte am 15. März 1999, den Rambouillet-Vertrag in der Form vom 23. Februar 1999 mit Anhang B zu akzeptieren, und unterzeichnete ihn am 18. März 1999, nachdem Madeleine Albright massiven Druck ausgeübt hatte, da sie durch die Unterschrift der Kosovo-Albaner die Serben in eine ausweglose Lage bringen wollte. Am 17. März 1999 stellte die NATO der BR Jugoslawien ein Ultimatum zur Annahme des Rambouillet-Abkommens. Für den Fall der Nichtannahme wurde die Bombardierung Jugoslawiens angedroht. Der am 15. März 1999 von Serbien unterbreitete revidierte Abkommensentwurf blieb unbeachtet. Über die am 23. März in der serbischen Nationalversammlung verabschiedete Resolution, welche den Abzug der Beobachter verurteilte und die OSZE um Hilfe bei der Erzielung einer diplomatischen Lösung anrief, erfolgte in den Medien praktisch keine Berichterstattung. Die Resolution zielte auf ein politisches Abkommen über eine weitreichende Autonomie des Kosovo unter vollständiger Gleichheit aller Bürger und ethnischen Gruppen unter Achtung der Souveränität Serbiens und der BR Jugoslawien. Am 24. März 1999 begann die Bombardierung Jugoslawiens durch die NATO (Operation Allied Force).

## Geheimhaltung und Inhalt von Kapitel 7, 8, Anhang B
Der Text des Rambouillet-Abkommens wurde während der Verhandlungen mehrfach revidiert. Nach Abschluss der Verhandlungen wurde öffentlich, dass die Kapitel 7 und 8 sowie der Anhang B des Vertrages vor der Öffentlichkeit und, nach Aussage des serbischen Verhandlungsführers Ratko Marković, auch bis kurz vor dem Verhandlungsende vor der serbischen Delegation geheim gehalten worden waren. Im ursprünglichen Text, über den in der Rambouillet-Konferenz gesprochen wurde, fehlten diese Passagen.
Kapitel 7 erläutert dabei die militärische Seite der Vertragsimplementierung, Anhang B geht auf den Status der internationalen Streitkräfte (KFOR, Kosovo Forces) ein. In Anhang B wurden Forderungen wie die freie Beweglichkeit der NATO in ganz Jugoslawien, inklusive des Luftraumes und der See und ihrer Nutzung für Manöver, Training und andere Operationen (Artikel 8), die völlige Immunität von NATO und NATO-Personal gegenüber jugoslawischen Behörden (Artikel 6) und die kostenlose Nutzung der gesamten Infrastruktur Jugoslawiens (Artikel 10) festgeschrieben. Auch im Vertrag von Dayton waren diese Fragen in ähnlicher Weise geregelt worden.
Die insbesondere in Anhang B enthaltenen Bestimmungen wurden von vielen Kritikern als unannehmbar eingeschätzt. So sagte MdB Hermann Scheer nach Bekanntwerden von Anhang B: „Es war unrichtig von der Bundesregierung, zu glauben und dem Parlament und der Öffentlichkeit zu suggerieren, dieser Vertrag hätte von Belgrad jemals unterschrieben werden können“. Lord Gilbert, früherer Verteidigungsminister, ein Vertreter des britischen Verteidigungssonderausschusses, schätzte die im Rambouillet-Entwurf geforderten Bedingungen als absolut unannehmbar ein. Laut einer von Richard Goldstone geführten Untersuchungskommission entsprechen die Bestimmungen von Anhang B zwar den üblichen Regelungen im Rahmen von friedenssichernden UN-Maßnahmen. Indem aber gerade der NATO die entscheidende Rolle in der Implementierung des Abkommens gegeben wurde, musste Anhang B Misstrauen und Ablehnung der serbischen Regierung hervorrufen und erwies sich der Goldstone-Kommission zufolge als „Schnitzer“, der von Milošević politisch instrumentalisiert werden konnte.
Ratko Marković, Verhandlungsführer der jugoslawischen Delegation, sagte 2005 während des Prozesses gegen Slobodan Milošević aus, dass die Rambouillet-Verhandlungen ausschließlich zwischen Mediatoren der Kontakt-Gruppe und jeweils einer der beiden Delegationen geführt wurden. Laut Marković kam es in keinem Fall zu direkten Gesprächen zwischen der Delegation Jugoslawiens und der Kosovo-albanischen Delegation. Marković sagte weiter aus, dass die Jugoslawische Delegation den vollständigen Text des Rambouillet-Abkommens erst um 9:30 Uhr des letzten Verhandlungstages, dem 18. März 1999, ausgehändigt bekommen hatte und der Delegation eine Frist von 3,5 Stunden für die Unterzeichnung des Vertrages eingeräumt worden sei. Die Delegation habe bis zu diesem Zeitpunkt keines der Kapitel II, V und VII des Abkommens einsehen können, genau jene Kapitel, welche die militärische Umsetzung des Abkommens und den sehr umstrittenen Anhang B enthielten. Auch Boris Majorski, dem russischen Vertreter der Kontakt-Gruppe, wurden laut Marković Teile des Abkommens vorenthalten. Markovićs Aussage wird durch die am 15. März 1999 durch die jugoslawische Delegation veröffentlichte Antwort auf die Version des Rambouillet-Vertragstextes vom 23. Februar gestützt, welche detailliert, Streichungen und Änderungen vornehmend, durch den Gesetzestext geht, jedoch ohne einen der Anhänge des Vertrages zu erwähnen.
Die Existenz des Anhangs B des Rambouillet-Vertrages und seine Ablehnung wurde Robert Fisk zufolge laut Aussage serbischer Verhandlungsteilnehmer erstmals am 18. März 1999 um 23 Uhr bei einer schwach besuchten Pressekonferenz in der Jugoslawischen Botschaft bekanntgegeben. Das Britische Unterhaus erfuhr erst am 1. April, eine Woche nach Beginn der Bombardierungen, von den im Anhang B gelisteten Forderungen. In den USA wurden die in Anhang B enthaltenen Forderungen kurz im Rahmen eines NATO-Briefings vom 26. April gestreift; ab dem 3. Juni wurden sie in Medien erwähnt.
Die taz, die angeblich als erste Zeitung den Vertragstext des Annexes am 6. April 1999 veröffentlichte, hatte beim Auswärtigen Amt nachgefragt und Staatsminister Günter Verheugen (SPD) wie Ludger Volmer (Grüne) und Wolfgang Ischinger völlig überrascht vorgefunden: „ihnen seien die Artikel aus dem Annex B ‚völlig neu‘“. Andreas Zumach führt in seinem taz-Artikel aus, Angelika Beer habe daraufhin in einem Brief an Fischer geschrieben, sie hätte der NATO-Aktion nicht zugestimmt, wenn sie diesen Teil gekannt hätte. „Fischer habe nicht alle diplomatischen Spielräume bei den Verhandlungen genutzt und Informationen über den Vertrag zurückgehalten.“

## Zitate
„The Rambouillet text, which called on Serbia to admit NATO troops throughout Yugoslavia, was a provocation, an excuse to start bombing. Rambouillet is not a document that an angelic Serb could have accepted. It was a terrible diplomatic document that should never have been presented in that form. […] The serbs may have behaved barbarously in surpressing KLA (UÇK) terror. But 80 per cent of the ceasefire violations, between October and February, were committed by the KLA. It was not a war about ethnic cleansing at that point. If we had analysed it correctly, we would have tried to strengthen the ceasefire and not put the entire blame on the Serbs.“

„Der Rambouillet-Text, der Serbien dazu aufrief, den Durchmarsch von NATO-Truppen durch Jugoslawien zu genehmigen, war eine Provokation, eine Entschuldigung dafür, mit den Bombardierungen beginnen zu können. Kein Serbe mit Verstand hätte Rambouillet akzeptieren können. Es war ein ungeheuerliches diplomatisches Dokument, das niemals in dieser Form hätte präsentiert werden dürfen. […] Die Serben haben sich vielleicht in der Bekämpfung des KLA- (UÇK-)Terrors barbarisch verhalten. Jedoch wurden 80 % der Brüche des Waffenstillstandes, zwischen Oktober und Februar, von der KLA begangen. Es war kein Krieg der ethnischen Säuberung zu dieser Zeit. Wenn wir die Lage korrekt analysiert hätten, hätten wir versucht den Waffenstillstand zu unterstützen und nicht die ganze Schuld auf die Serben geschoben.“

„Holbrooke: Sie verstehen unsere Position?
Milošević: Ja.
Holbrooke: Es ist Ihnen absolut klar, was passieren wird, da Sie unsere Position kennen?
Milošević: Ja, ihr werdet uns bombardieren. Ihr seid eine große und mächtige Nation. Ihr könnt uns bombardieren, wenn ihr wollt.“

## Kontroversen
Norbert Mappes-Niediek kommt bei seiner Analyse der Vertragsverhandlungen zu dem Schluss, der Vertrag als solcher sei nicht unannehmbar gewesen, die Bestimmungen seien von den diplomatisch versierten Unterhändlern Jugoslawiens nicht überinterpretiert worden. Aus dem Kontext sei klar gewesen, dass nicht mehr als die Stationierung einer internationalen Friedenstruppe beabsichtigt war. Allerdings sei das militärische Ultimatum ein diplomatischer Fehler gewesen, eine Verhandlungslösung sei möglich gewesen. „Besser wäre ein Arrangement gewesen, das es Milosevic erlaubt hätte, wenigstens das Gesicht zu wahren.“ Jugoslawien habe aber den „propagandistischen Nachteil“ der „nachlässigen Formulierung von Maximalforderungen“ ausnutzen können. Fischer und andere Regierungspolitiker hätten, darauf angesprochen, schwach reagiert, „weil sie […] die Bedeutung der Debatte wahrscheinlich selbst nicht verstanden hatten oder (sich) scheuten […], die taktische Ungeschicklichkeit zuzugeben.“
Die Spiegel-Redakteure Erich Follath, Siegesmund von Ilsemann, und Alexander Szandar stellen die Instrumentalisierung des Annex B als Folge der „Geheimniskrämerei Fischers und der peinlichen Informationspolitik seines Ministeriums“ dar. Der Text sei nach Auffassung Fischers eine noch verhandelbare „Maximalforderung“ gewesen. Der Vertrag sei an der Härte der westlichen Positionen, an der Haltung Russlands und „vor allem an der Uneinsichtigkeit der serbischen Verhandlungsführer wie dem Starrsinn der kosovo-albanischen Delegation“ gescheitert.